# 1994 à la télévision
| Années de la télévision : 1991 - 1992 - 1993 - 1994 - 1995 - 1996 - 1997    |
| Décennies de la télévision : 1960 - 1970 - 1980 - 1990 - 2000 - 2010 - 2020 |

Cet article présente les faits marquants de l'année 1994 à la télévision.

## Évènements
- L'EPTV lance la chaîne de télévision par satellite Canal Algérie à destination de la communauté algérienne résidant à l'étranger.
- Démission d'André Rousselet, fondateur et président de Canal+, qui fait ensuite paraître un article dans Le Monde : "Édouard (Balladur) m'a tué".
- Erstes Deutsches Fernsehen devient simplement Das Erste (la première).
- En Allemagne, la ZDF diffuse ses premiers programmes en Dolby Surround.
- 1er février : Loi créant la chaîne éducative française La Cinquième qui occupera le réseau hertzien laissé vacant par La Cinq en 1992. Jean-Marie Cavada en est nommé président.
- 28 mars au 17 avril : Diffusion de la chaîne temporaire Télé emploi de 7 h à 19 h en semaine et de 12 h à 19 h le week-end en canal partagé avec Arte.
- 24 juin : Naissance à 20h30 de LCI, première chaîne de télévision d'information française en continu, créée par le Groupe TF1 et diffusée sur le câble.
- 9 novembre : Diffusion du film inédit Les Aventures de Bernard et Bianca au bout de 17 ans de sortie sur Canal+.
- 1er décembre : Création d'un groupement d’intérêt économique (GIE) regroupant La Cinquième et La Sept-ARTE, qui partagent le même canal de diffusion.
- 13 décembre : La Cinquième commence ses émissions à 18h par une inauguration en présence du premier ministre français Édouard Balladur sous la pyramide du musée du Louvre.

## Émissions
- 1er janvier : Diffusion de l'émission Le Spécial Lagaf' sur TF1.
- 8 avril : Dernière de l'émission Ciné-club sur France 2.
- 27 août : Dernière de l'émission Samedi est à vous sur TF1.
- Ça se discute (France 2)
- Studio Gabriel (France 2)
- Les enfants de la télé (France 2)
- C'est pas sorcier (France 3)
- Fa Si La Chanter (France 3)
- Sans aucun doute (TF1)
- N'oubliez pas votre brosse à dents (France 2)
- Super nana (TF1)
- Hit machine (M6)
- L'Œil et la Main ( La Cinquième )

## Séries télévisées
- 19 janvier : Première diffusion de Une nounou pas comme les autres sur France 2.
- 8 février : Première diffusion de la série d'animation Orson et Olivia sur Canal+.
- 13 avril : Première diffusion française de Mighty Morphin Power Rangers sur TF1.
- 20 juin : Première diffusion de Docteur Globule au Royaume-Uni.
- 7 septembre : Première diffusion de Spirou sur TF1.
- 19 septembre : Création de la série américaine Urgences par Michael Crichton.
- 22 septembre : Début de la série à succès Friends.
- 21 octobre : Première diffusion de Tous les garçons et les filles de leur âge sur Arte.
- 19 décembre : Première diffusion de Les Garçons de la plage sur TF1.
- Insektors (Canal+)
- Parce qu'elle gère mal sa notoriété et pour cause de différends avec certains membres de la production et quelques acteurs, l'actrice Shannen Doherty quitte la série Beverly Hills 90210, où elle tenait le rôle féminin principal, quatre ans seulement après l'avoir intégrée. La série durera 6 années de plus mais ne rencontrera plus vraiment le succès depuis le départ de cette actrice qui n'est jamais revenue.

## Feuilletons télévisés
- Un Jour avant l'aube de Jacques Ertaud

## Principales naissances
- 27 juin :  Maxence Danet-Fauvel, acteur français
- 29 Juin : Camila Mendes, actrice américano-brésilienne.

## Principaux décès
- 22 janvier : Telly Savalas, acteur américain (° 21 janvier 1922).
- 11 février : William Conrad, acteur, réalisateur, producteur et compositeur américain (° 27 septembre 1920).
- 5 avril : Kurt Donald Cobain, musicien américain (° 20 février 1967).
- 11 juin : Herbert Anderson, acteur américain (° 30 mars 1917).
- 16 juin : Jacques Chabannes, producteur de télévision et réalisateur français (° 13 octobre 1900).
- 30 septembre : Pierre Sabbagh, journaliste et animateur de télévision français (° 18 juillet 1918).
- 2 octobre : Harriet Nelson, comédienne américaine (° 18 juillet 1909).